# ديفيد إس. مان
ديفيد إس. مان (بالإنجليزية: David S. Mann)‏ هو محامي وسياسي أمريكي، ولد في 25 سبتمبر 1939 بسينسيناتي في الولايات المتحدة. حزبياً، نشط في الحزب الديمقراطي. في انتخابات مجلس النواب الأمريكي 1992 ‏، انتخب عضو مجلس النواب الأمريكي عن دائرة Ohio's 1st congressional district ‏ وقد انضم خلال فترته النيابية ‏ (5 يناير 1993 – 3 يناير 1995)  للكتلة البرلمانية الحزب الديمقراطي وانتخب عضو مجلس النواب الأمريكي.

## وصلات خارجية
- الموقع الرسمي